# Hibiscus pycnostemon
Hibiscus pycnostemon är en malvaväxtart som beskrevs av Bénédict Pierre Georges Hochreutiner. Hibiscus pycnostemon ingår i Hibiskussläktet som ingår i familjen malvaväxter. Inga underarter finns listade i Catalogue of Life.